# Listă de actori coreeni
Aceasta este o Listă de actori sud și nord-coreeni:
Cuprins: Început - 0–9 A B C D E F G H I J K L M N O P Q R S T U V W X Y Z

## A
- Ahn Bo-hyun
- Ahn Do-gyu
- Ahn Gil-kang
- Ahn Hong Jin
- Ahn In-sook
- Ahn Jae-hwan
- Ahn Jae-hyun
- Ahn Jae-mo
- Ahn Jae Hong
- Ahn Jae-wook
- Ahn Ji-hye
- Ahn Ji-hyun
- Ahn Jung Hoon
- Ahn Kil Kang
- Ahn Nae-sang
- Ahn Seo-hyun
- Ahn So-young
- Ahn Sohee
- Ahn Suk-hwan
- Ahn Sung-ki
- Ahn Yong-joon
- Alex
- Andy
- Attack

## B
- Bae Geu-rin
- Bae Doona
- Bae Noo-ri
- Bae Seong-woo
- Bae Soo-bin
- Bae Suzy (Miss A)
- Bae Yong-joon
- Baek Bong-ki
- Baek Il-seob
- Baek Jin-hee
- Baek Min-hyun
- Baek Ok-dam
- Baek Seung-hwan
- Baek Seung-hyeon
- Baek Sung-hyun
- Baek Yoon-sik
- Ban Hyo-jung
- Bang Eun-hee
- Bang Eun-jin
- Bong Tae-gyu
- Byun Baek-hyun (Exo)
- Byun Hee-bong
- Byun Jung-soo
- Byun Yo-han
- Bae Do Hwan
- Bae Jung Nam
- Bae Yong Jun
- Baek Bong Ki
- Baek Do Bin
- Baek Ga
- Baek Il Sub
- Baek In Chul
- Baek Jae Jin
- Baek Jong Min
- Baek Seung Woo
- Baek Sung Hyun
- Bang Joong Hyun
- Bi
- Byun Hee Bong
- Byun Woo Min
- Bae Han Sung
- Baek Chan Ki
- Baek Joon Ki
- Baek Min Hyun

## C
- Cha Hak-yeon (VIXX)
- Cha Hwa-yeon
- Cha In-pyo
- Cha Seung-won
- Cha Seung-woo
- Cha Soo-yeon
- Cha Tae-hyun
- Cha Ye-ryun
- Chae Bin
- Chae Jung-an
- Chae Min-seo
- Chae Rim
- Chae Sang-woo
- Chae Shi-ra
- Chae Soo-bin
- Chang Mi-hee
- Cho Jae-hyun
- Cho Jin-woong
- John Cho
- Cho Kyuhyun (Super Junior)
- Cho Soo-hyang
- Cho Yeon-woo
- Cho Yoon-woo
- Choi Bool-am
- Choi Cheol-ho
- Choi Dae-chul
- Choi Daniel
- Choi Deok-moon
- Choi Eun-hee
- Choi Hwa-jung
- Choi Il-hwa
- Choi Ja-hye
- Choi Jae-sung
- Choi Ji-ho
- Choi Ji-na
- Choi Ji-woo
- Choi Jin-hyuk
- Choi Jin-sil
- Choi Jin-young
- Choi Jong-hwan
- Choi Jong-won
- Choi Jung-won
- Choi Jung-woo
- Choi Jung-yoon
- Choi Kang-hee
- Choi Kwon
- Choi Kwon-soo
- Choi Minho (SHINee)
- Choi Jin-ri
- Choi Min-sik
- Choi Min-soo
- Choi Moo-ryong
- Choi Myung-gil
- Choi Phillip
- Choi Ran
- Choi Ro-woon
- Choi Siwon (Super Junior)
- Choi Song-hyun
- Choi Soo-jong
- Choi Soo-young (Girls' Generation)
- Choi Tae-joon
- Choi Won-hong
- Choi Won-young
- Choi Woo-hyuk (n. 1985)
- Choi Woo-hyuk (n. 1997)
- Choi Woo-shik
- Choi Woong
- Choi Yeo-jin
- Choi Yoon-young
- Choi Yu-hwa
- Choo Ja-hyun
- Choo Soo-hyun
- Alex Chu
- Chu Sang-mi
- Chun Bo-geun
- Chun Ho-jin
- Chun Jung-myung
- Chun Woo-hee
- Clara
- Cha Jae Dol
- Cha Jin Hyuk
- Cha Kwang Soo
- Chae Byung Chan
- Chae Gun
- Chae Jin Gun
- Charlie Park
- Cheon Suk Hyun
- Cho Seung Woo
- Choi Dong Joon
- Choi Han Wool
- Choi Hyun Woo
- Choi Jae Ho
- Choi Jae Hwan
- Choi Jae Won
- Choi Joo Bong
- Choi Kyu Hwan
- Choi Min Hwan
- Choi Min Soo
- Choi Min Sung
- Choi Min Yong
- Choi Ryung
- Choi Sang Hak
- Choi Sang Hoon
- Choi Seung Kyung
- Choi Si Won
- Choi Soo Han
- Choi Suk Goo
- Choi Sung Ho
- Choi Sung Jo
- Choi Sung Joon
- Choi Sung Joon (1965)
- Choi Sung Min
- Choi Won Joon
- Choi Won Suk
- Choi Won Tae
- Choi Woo Je
- Choi Yong Min
- Choo Min Ki
- Chu Hun Yub
- Chun Bo Geun
- Chung Lim

## D
- Do Ji-han
- Do Ji-won
- Do Kum-bong
- Do Kyung-soo (Exo)
- Do Sang-woo
- Dokgo Young-jae
- Daniel Henney
- Danny Ahn
- Dennis Oh
- Do Han
- Do Ki Suk
- Do Yi Sung
- Dok Go Jun

## E
- Eric Mun (Moon Jung-hyuk, Shinhwa)
- Esom
- Eugene
- Eun Ji-won
- Eun Won-jae
- Eunhyuk (Super Junior)
- Eun Hyuk
- Eun Se Hyun
- Eun Won Jae

## G
- Ga Deuk-hee
- Geum Bo-ra
- Gi Ju-bong
- Gil Hae-yeon
- Go Ara
- Go Ah-sung
- Go Doo-shim
- Go Eun-ah
- Go Eun-mi
- Go Hyun-jung
- Go Joo-won
- Go Joon-hee
- Go Kyung-pyo
- Go Na-eun
- Go Se-won
- Go Soo
- Gong Hyo-jin
- Gong Hyung-jin
- Gong Yoo
- Goo Ha-ra (Kara)
- Goo Seung-hyun
- Go Chang Suk
- Go In Bum
- Go Kyu Pil
- Go Myung Hwan
- Go Yoon Hoo
- Gong Yoo
- Goo Bon Seung
- Goo Joon Yup

## H
- Han Bo-bae
- Ha Dong-hoon (HaHa)
- Ha Ji-won
- Ha Jung-woo
- Ha Seung-ri
- Ha Yeon-joo
- Ha Yeon-soo
- Hah Myung-joong
- Hahm Eun-jung (T-ARA)
- Han Bo-reum
- Han Chae-young
- Han Da-min
- Han Eun-jung
- Han Ga-in
- Han Go-eun
- Han Groo
- Han Hye-jin
- Han Hye-rin
- Han Hyo-joo
- Han Ji-hye
- Han Ji-min
- Han Ji-sang
- Han Jin-hee
- Han Joo-wan
- Han Jung-soo
- Han Kyung (Super Junior)
- Han Sang-hyuk (VIXX)
- Han Sang-jin
- Han Seung-yeon (KARA)
- Han Suk-kyu
- Han Sunhwa
- Han Ye-ri
- Han Ye-seul
- Han Yeo-reum
- Harisu
- Daniel Henney
- Henry (Super Junior-M)
- Heo Jang-kang
- Heo Joon-ho
- Heo Jung-min
- Heo Young-ji (KARA)
- Heo Young-saeng (SS501)
- Hong Ah-reum
- Hong Yoo-kyung (Apink)
- Hong Eun-hee
- Hong Hwa-ri
- Hong In-young
- Hong Jong-hyun
- Hong Seok-cheon
- Hong Soo-ah
- Hong Soo-hyun
- Hoya (Infinite)
- Hwang Bo-ra
- Hwang Chansung (2PM)
- Hwang Geum-hee
- Hwang In-young
- Hwang Jang Lee
- Hwang Jung-eum
- Hwang Jung-min
- Hwang Seok-jeong
- Hwang Shin-hye
- Hwang Soo-jung
- Hwang Sun-hee
- Hwang Woo-seul-hye
- Hyun Bin
- Hyun Jyu-ni
- Hyun Seung-min
- Hyun Woo
- Hyun Woo-sung
- Hyun Young
- Ha Jae Young
- Ha Suk Jin
- Ha Yong Jin
- HaHa
- Han Geng
- Han In Soo
- Han Jae Suk
- Han Ji Hoo
- Han Jin Hee
- Han Seung Hoon
- Han Tae Soo
- Han Young Kwang
- Han Yun
- Heo Hyun Ho
- Heo Il Hoo
- Heo Joon Suk
- Heo Kyung Hwan
- Heo Tae Hee
- Hero Jaejoong
- Hong Hak Pyo
- Hong Hyun Ki
- Hong Il Kwon
- Hong Ki Hoon
- Hong Kyung In
- Hong Kyung Min
- Hong Soon Chang
- Hong Suk Chun
- Hong Yo Seob
- Hoo Ni Hoon
- Hoon Ki
- Hu Joon Ho
- Huh Jung Min
- Huh Wook
- Hwan Hee
- Hwang Bum Shik
- Hwang Chan Woo
- Hwang Dong Joo
- Hwang Gun
- Hwang Gun (1979)
- Hwang Hyun Joon
- Hwang In Sung
- Hwang Jung Min
- Hyun Jung
- Hyun Suk

## I
- Im Chae-moo
- Im Chang-jung
- Im Ha-ryong
- Im Hyuk
- Im Hyun-sik
- Im Jaebum (GOT7)
- Im Ji-eun
- Im Ji-kyu
- Im Jung-eun
- Im Se-mi
- Im Soo-jung
- Im Won-hee
- Im Ye-jin
- Im Yoona (Girls' Generation)
- In Gyo-jin
- Irene (Red Velvet)
- IU
- Im Baek Chun
- Im Chae Hong
- Im Dae Ho
- Im Dong Jin
- Im Ho
- Im Hyun Sung
- Im Joo Hwan
- Im Joon Hyuk
- Im Seul Ong
- Im Seung Dae
- Im Sun Taek
- In Sung

•  Im Siwan

## J
- Jae Hee
- Jang Dong-gun
- Jang Doyoon
- Jang Hang-sun
- Jang Hee-jin
- Jang Hyun-sung
- Jang Hyuk
- Jang Ja-yeon
- Jang Jin-young
- Jang Keun-suk
- Jang Ki-bum
- Jang Mi-inae
- Jang Na-ra
- Jang Seo-hee
- Jang Shin-young
- Jang Tae-sung
- Jang Wooyoung (2PM)
- Jang Yong
- Jang Young-nam
- Jeon Do-yeon
- Jeon Hye-bin
- Jeon In-hwa
- Jeon Mi-seon
- Jeon Moo-song
- Jeon No-min
- Jeon So-min
- Jeon Soo-jin
- Jeon Soo-kyung
- Jeong Bo-seok
- Jeong Da-bin (1980-2007)
- Jeong Ha-dam
- Jeong Yu-mi (n. 1984)
- Jeong Yun-hui
- Ji Chang-wook
- Ji Suk-jin
- Ji Hyun-woo
- Ji Jin-hee
- Ji Soo
- Ji Sung
- Jin Goo
- Jin Ji-hee
- Jin Se-yeon
- Jin Yi-han
- Jo An
- Jo Bo-ah
- Jo Eun-sook
- Jo Han-sun
- Jo Hee-bong
- Jo Hyun-jae
- Jo In-sung
- Jo Jae-yoon
- Jo Mi (Super Junior-M)
- Jo Jung-suk
- Jo Mi-ryeong (n. 1929)
- Jo Mi-ryung (n. 1973)
- Jo Min-ki
- Jo Min-su
- Jo Seung-woo
- Jo Soo-min
- Jo Sung-ha
- Jo Yeo-jeong
- Jo Yi-jin
- Jo Yoon-hee
- Joo Da-young
- Joo Hyun
- Joo Jin-mo (n. 1958)
- Joo Jin-mo (n. 1974)
- Joo Sang-wook
- Joo Won
- Ju Jeung-ryu
- Ju Ji-hoon
- Jun Ji-hyun
- Jun Jin (Shinhwa)
- Jun Kwang-ryul
- Jun Tae-soo
- Jung Ae-ri
- Jung Chan
- Jung Da-bin (n. 2000)
- Jung Dong-hwan
- Jung Doo-hong
- Jung Eun-chae
- Jung Eun-ji
- Jung Eun-pyo
- Jung Eun-woo
- Jung Gyu-woon
- Jung Ho-keun
- Jung Hye-sun
- Jung Hye-sung
- Jung Hye-young
- Jung Ilhoon (BtoB)
- Jung Il-woo
- Jung In-gi
- Jung Jae-young
- Jessica Jung (Girls' Generation)
- Jung Jin-young
- Jung Joon
- Jung Joon-ho
- Jung Kyung-ho (actor, n. 1972)
- Jung Kyung-ho (actor, n. 1983)
- Jung Man-sik
- Jung Min-ah
- Jung Ryeo-won
- Jung So-min
- Jung Suk-won
- Jung Taek-woon (VIXX)
- Jung Woo
- Jung Woo-sung
- Jung Woong-in
- Jung Yong-hwa (CN Blue)
- Jung Yu-mi (n. 1983)
- Jung Yun-seok
- Jang Bo Gyu
- Jang Dong Jik
- Jang Geun Suk
- Jang Hang Sun
- Jang Hee Woong
- Jang Hyo Jin
- [Jang Ji Woo]]
- Jang Joon Young
- Jang Jung Hoon
- Jang Min Ho
- Jang Se Jin
- Jang Suk Hyun (1980)
- Jang Yong
- Jang Yoo Joon
- Jay Kim
- Jeon Joon Hong
- Jerome To
- Ji Chang Wook
- Ji Dae Han
- Ji Hoo
- Ji Il Joo
- Ji Jin-hee
- Ji Sang Ryul
- Ji Tae Ho
- Jin Yi Han
- Jo Byung Ki
- Jo Dal Hwan
- Jo Dong Hyuk
- Jo Duk Hyun
- Jo Gyu Chul
- Jo Hyung Ki
- Jo Jae Hyuk
- Jo Jae Wan
- Jo Jin Woong
- Jo Kye Hyung
- Jo Kyung Hoon
- Jo Kyung Hwan
- Jo Sang Gun
- Jo Sang Ki
- Jo Sung Ha
- Jo Yeon Woo
- Jo Young Gwan
- Jo Young Jin
- Joo Ah Sung
- Joo Ho
- Joo Ji Hoon
- Joo Min Soo
- Joo Yong Man
- Julien Kang
- Jun Chang Gul
- Jun Gook Hwan
- Jun Hae Ryong
- Jun In Taek
- Jun Jae Hyung
- Jun Jin
- Jun Jin Gi
- Jun Moo Song
- Jun Noh Min
- Jun Sung Hwan
- Jun Tae Soo
- Jun Woon
- Jun Young Bin
- Jung Bo Suk
- Jung Chan Woo
- Jung Chan Woo (1968)
- Jung Dong Hwan
- Jung Dong Jin
- Jung Eun Chan
- Jung Han Hun
- Jung Han Yong
- Jung Heung Chae
- Jung Ho Bin
- Jung Ho Geun
- Jung Hwan
- Jung Hwan Gyu
- Jung Hyung Min
- Jung Jae Gon
- Jung Jae Hwan
- Jung Jin
- Jung Jin (1941)
- Jung Jong Joon
- Jung Joon Ha
- Jung Kook Jin
- Jung Kyu Soo
- Jung Min
- Jung Min Sung
- Jung Myung Hwan
- Jung Sang Hoon
- Jung Seung Ho
- Jung Suk Won
- Jung Suk Yong
- Jung Sung Hwa
- Jung Sung Hwan
- Jung Sung Mo
- Jung Sung Woon
- Jung Ui Chul
- Jung Ui Kap
- Jung Won Joong
- Jung Wook
- Jung Wook (1973)
- Jung Woon Taek

## K
- Kai (Exo)
- Kal So-won
- Kam Woo-sung
- Kang Boo-ja
- Kang Byul
- Kang Chan-hee
- Kang Dong-ho
- Kang Dong-won
- Kang Eui-sik
- Kang Eun-jin
- Kang Eun-tak
- Kang Ha-neul
- Kang Han-byeol
- Kang Hee-gun Kang Gary (Leessang)
- Kang Hye-jung
- Kang Ji-hwan
- Kang Ji-sub
- Kang Kyung-joon
- Julien Kang
- Kang Min-hyuk (CN Blue)
- Kang Min-kyung (Davichi)
- Kang Nam-gil
- Kang Seok-woo
- Kang Shin-hyo
- Kang Shin-il
- Kang So-ra
- Kang Suk-jung
- Kang Sung-jin
- Kang Sung-yeon
- Kang Ye-won
- Kang Yi-seok
- Kangin (Super Junior)
- Kil Yong-woo
- Kim Ah-joong
- Kim Bo-kyung
- Kim Bo-mi
- Kim Bo-ra
- Kim Bo-yeon
- Kim Bum
- Kim Byung-ki
- Kim Byung-se
- Kim Chang-wan
- Kim Chae-yeon
- Claudia Kim
- Kim Da-hyun
- Kim Dae-myung
- Kim Dong-beom
- Kim Dong-jun (ZE:A)
- Kim Dong-wan (Shinhwa)
- Kim Dong-wook
- Kim Eung-soo
- Kim Ga-eun
- Kim Go-eun
- Kim Gyu-ri (n. June 1979)
- Kim Gyu-ri (n. August 1979)
- Kim Ha-eun
- Kim Ha-neul
- Kim Hae-sook
- Kim Hee-ae
- Kim Hee-chan
- Kim Heechul (Super Junior)
- Kim Hee-ra
- Kim Hee-sun
- Kim Hee-won
- Kim Heung-soo
- Kim Ho-jin
- Kim Ho-jung
- Kim Hwan-hee
- Kim Hyang-gi
- Kim Hye-eun
- Kim Hye-ok
- Kim Hye-ri
- Kim Hye-soo
- Kim Hye-sun
- Kim Hyo-yeon (Girls Generation)
- Kim Hyo-jin
- Kim Hyun-joo
- Kim Hyun-joong (SS501)
- Kim Hyun-soo (n. 2000)
- Kim Hyun-sook
- Kim Hyung-jun (SS501)
- Kim Il-woo (1953-2004)
- Kim Il-woo (n. 1963)
- Kim In-kwon
- Kim Ja-ok
- Kim Jaejoong (JYJ)
- Kim Jaewon
- Kim Jae-wook
- Kim Jeong-hoon
- Kim Ji-ho
- Kim Ji-hoo
- Kim Ji-hoon (n. 1981)
- Kim Ji-hoon (n. 2000)
- Kim Ji-mee
- Kim Ji-seok
- Kim Ji-soo
- Kim Ji-won
- Kim Ji-young (n. 1938)
- Kim Ji-young (n. 1974)
- Kim Ji-young (n. 2005)
- Kim Jin-woo
- Kim Jongdae (Exo)
- Kim Jong-kook
- Kim Joo-hyuk
- Jun-seong Kim
- Kim Jung-eun
- Kim Jung-hwa
- Kim Jung-nan
- Kim Junsu (JYJ)
- Kim Jung-tae
- Kim Kang-woo
- Kim Kap-soo
- Kim Ki-bang
- Kim Kibum (Super Junior)
- Kim Kkot-bi
- Kim Kwang-kyu
- Kim Kyu-chul
- Kim Kyu-jong (SS501)
- Kim Mi-sook
- Kim Min-hee
- Kim Min-ji
- Kim Min-seo
- Kim Min Seok (Exo)
- Kim Min-seok (n. 1990)
- Kim Mu-saeng
- Kim Mu-yeol
- Kim Myung-gon
- Kim Myung-min
- Kim Myung-soo (Infinite)
- Kim Nam-gil
- Kim Nam-jin
- Kim Nam-joo
- Kim Nam-joo (Apink)
- Kim Ok-bin
- Kim Rae-won
- Kim Roi-ha
- Kim Ryeowook (Super Junior)
- Kim Sa-rang
- Kim Sae-ron
- Kim San-ho
- Kim Sang-joong
- Kim Sang-ho
- Kim Seo-hyung
- Kim Seok
- Kim Seul-gie
- Kim Seung-soo
- Kim Seung-woo
- Kim Shi-hoo
- Kim So-eun
- Kim So-hyun (n. 1975)
- Kim So-hyun (n. 1999)
- Kim So-yeon
- Kim Soo-hyun
- Kim Soo-mi
- Kim Su-hyeon
- Kim Su-jung
- Kim Su-ro
- Kim Sun-a
- Kim Sung-kyun
- Kim Sung-min
- Kim Sung-kyung
- Kim Sung-ryung
- Kim Sung-soo
- Kim Tae-hee
- Kim Tae-hoon
- Kim Taehyung (BTS)
- Kim Tae-ri
- Kim Tae-woo
- Kim Tae-yeon (n. 1976)
- Kim Tae-yeon (n. 1989)
- Kim Won-hee
- Kim Woo-bin
- Kim Ye-won (n. 1987)
- Kim Ye-won (n. 1989)
- Kim Ye-won (n. 1997)
- Kim Ye-ryeong
- Kim Yeo-jin
- Kim Yeong-cheol
- Kim Yong-gun
- Kim Yong-hee
- Kim Yong-rim
- Kim Yoo-bin
- Kim Yoo-jung
- Kim Yoon-hye
- Kim Yoon-seo
- Kim Yoon-seok
- Kim Young-ae
- Kim Young-ho
- Kim Young-jae (n. 1975)
- Kim Young-jae (n. 1995)
- Kim Young-kwang
- Kim Young-ok
- Kim Young-ran
- Kim Yu-seok
- Ko Chang-seok
- Ko Eun-ah (n. 1946)
- Ko Joo-yeon
- Ko So-young
- Ko Sung-hee
- Ko Won-hee
- Krystal Jung (F(x))
- Ku Hye-sun
- Kwak Do-won
- Kwak Ji-min
- Kwon Hae-hyo
- Kwon Hyun-sang
- Kwon Oh-joong
- Kwon Sang-woo
- Kwon Soo-hyun
- Kwon Yuri (Girls Generation)
- Kyeon Mi-ri
- Kyung Soo-jin

## L
- Lay (entertainer) (Exo)
- Lee Ae-jung
- Lee Ah-hyun
- Andy Lee (Shinhwa)
- Lee Beom-soo
- Lee Bo-hee
- Lee Bo-young
- Lee Byung-hun
- Lee Byung-joon
- Lee Chae-mi
- Lee Chae-young
- Lee Chang-hoon
- Lee Cho-hee
- Lee Chun-hee
- Lee Chung-ah
- Lee Da-hae
- Lee Da-hee
- Lee Dae-yeon
- Lee David
- Lee Deok-hwa
- Lee Dong-gun
- Lee Donghae (Super Junior)
- Lee Dong-wook
- Lee Eun-ju
- Lee Eun-sung
- Lee Eung-kyung
- Lee Geung-young
- Lee Gi-kwang (BEAST)
- Lee Go-eun
- Lee Ha-na
- Lee Han-wi
- Lee Hee-jin
- Lee Hee-joon
- Lee Hong-bin (VIXX)
- Lee Hong-gi (FT Island)
- Lee Hoon
- Lee Hwi-hyang
- Lee Hye-in
- Lee Hye-sook
- Lee Hye-young (n. 1962)
- Lee Hye-young (n. 1971)
- Lee Hyo-jung
- Lee Hyun-jin
- Lee Hyun-woo (n. 1966)
- Lee Hyun-woo (n. 1993)
- Lee Hyung-chul
- Lee Hyung-suk
- Lee Il-hwa
- Lee In
- Lee In-sung
- Lee Jae-hwan (VIXX)
- Lee Jae-ryong
- Lee Jae-yong
- Lee Jae-yoon
- Lee Je-hoon
- Lee Ji-ah
- Lee Ji-hoon (n. 1979)
- Lee Ji-hoon (n. 1988)
- Lee Jin
- Lee Jin-woo
- Lee Jin-wook
- Lee Jong-hyun (CN Blue)
- Lee Jong-suk
- Lee Jong-hyuk
- Lee Joo-seung
- Lee Jooyeon
- Lee Joon (MBLAQ)
- Lee Joon-gi
- Lee Joon-ha
- Lee Joon-hyuk (n. 1984)
- Lee Jun-hyeok (n. 1972)
- Lee Jung-gil
- Lee Jung-hyun
- Lee Jung-jae
- Lee Jung-jin
- Lee Jung-shin (CN Blue)
- Lee Kan-hee
- Lee Ki-woo
- Lee Ki-young
- Lee Kwang-soo
- Lee Kye-in
- Lee Kyu-han
- Lee Mi-sook
- Lee Mi-yeon
- Lee Mi-young
- Lee Min-ho (n. 1987)
- Lee Min-ho (n. 1993)
- Lee Minhyuk (BtoB)
- Lee Min-ji (n. 1984)
- Lee Min-ji (n. 1988)
- Lee Min-jung
- Lee Min-ki
- Lee Min-woo (n. 1976)
- Lee Min-woo (Shinhwa n. 1979)
- Lee Min-young
- Lee Moon-sik
- Lee Na-young
- Lee Pil-mo
- Lee Re
- Lee Sa-bi
- Lee Sang-woo
- Lee Sang-yeob
- Lee Sang-yoon
- Lee Se-eun
- Lee Se-young
- Lee Seo-jin
- Lee Seul-bi
- Lee Seung-gi
- Lee Seung-hyo
- Lee Seung-hyung
- Lee Seung-joon (n. 1973)
- Lee Seung-joon (n. 1978)
- Lee Seung-yeon (n. 1968)
- Lee Seung-yeon (n. 1977)
- Lee Si-a
- Lee Si-won
- Lee Si-yeon
- Lee Si-young
- Lee So-yeon
- Lee Soo-hyuk
- Lee Soo-kyung
- Lee Soon-jae
- Lee Sun-kyun
- Lee Sung-jae
- Lee Sung-kyung
- Lee Sung-min (n. 1968)
- Lee Sungmin (Super Junior n. 1986)
- Lee Sung-yeol (Infinite)
- Lee Tae-hwan
- Lee Tae-im
- Lee Tae-ran
- Lee Wan
- Lee Won-keun
- Lee Yeon-hee
- Lee Yeong-hoon
- Lee Yi-kyung
- Lee Yo-won
- Lee Yong-woo
- Lee Yoo-jin
- Lee Yoo-ri
- Lee Yoo-young
- Lee Yoon-ji
- Lee Young-ae
- Lee Young-ah
- Lee Young-eun
- Lee Young-ha
- Lee Young-yoo
- Leeteuk (Super Junior)
- Lim Eun-kyung
- Lim Ji-yeon
- Lim Ju-eun
- Lim Ju-hwan
- Lim Yoon-ho
- Luhan

## M
- Ma Dong-seok
- Maeng Sang-hoon
- Maeng Se-chang
- Marco
- Min Hyo-rin
- Min Ji-hyun
- Min Young-won
- Moon Chae-won
- Moon Ga-young
- Moon Geun-young
- Moon Jung-hee
- Moon Jung-hyuk (Eric Mun, Shinhwa)
- Moon Hee
- Moon Hee-kyung
- Moon So-ri
- Moon Sung-keun
- Myung Se-bin

## N
- Na Moon-hee
- Na Young-hee
- Nam Bo-ra
- Nam Da-reum
- Nam Gyu-ri
- Nam Jeong-im
- Nam Ji-hyun
- Nam Joo-hyuk
- Nam Sang-mi
- Nam Woo-hyun (Infinite)
- Nam Yeon-woo
- Nichkhun(2PM)
- Noh Joo-hyun
- Noh Young-hak

## O
- Dennis Joseph O'Neil
- Oh Chang-seok
- Oh Dae-gyu
- Oh Dal-su
- Oh Ha-young (Apink)
- Oh Hyun-kyung
- Oh Jae-moo
- Oh Ji-eun
- Oh Ji-ho
- Oh Jung-se
- Oh Kwang-rok
- Oh Man-seok
- Oh Min-suk
- Oh Sang-jin
- Oh Yeon-seo
- Oh Yeon-soo
- Oh Yoon-ah
- Ok Taecyeon (2PM)
- Onew (SHINee)

## P
- Park Chanyeol (Exo)
- Park Cho-rong (Apink)
- Park Bo-gum
- Park Bo-young
- Park Chul-min
- Park Eun-bin
- Park Eun-hye
- Greena Park
- Park Gun-hyung
- Park Gun-tae
- Park Gwang-hyun
- Park Gyu-ri
- Park Ha-na
- Park Ha-sun
- Park Hae-il
- Park Hae-jin
- Park Hae-joon
- Park Han-byul
- Park Hee-soon
- Park Hee-von
- Park Hyo-joo
- Park Hyo-jun
- Park Hyo-min
- Park Hyuk-kwon
- Park In-hwan
- Park Jae-jung
- Jay Park
- Park Ji-a
- Park Ji-bin
- Park Ji-soo
- Park Ji-yeon (T-ARA)
- Park Jin-young
- Park Ji-yoon
- Park Jin-hee
- Park Jin-woo
- Park Joo-mi
- Park Joong-hoon
- Park Jun-gyu
- Park Jung-ah
- Park Jung-bum
- Park Jung-chul
- Park Jung-min (n. February 1987)
- Park Jung-min (SS501 n. April 1987)
- Park Jung-soo
- Park Ki-woong
- Park Kyung-lim
- Park Mi-sun
- Park Min-ha
- Park Min-woo
- Park Min-young
- Park Sa-rang
- Sandara Park (2NE1)
- Park Sang-min
- Park Sang-myun
- Park Sang-won
- Park Sang-wook
- Park Se-young
- Park Seo-joon
- Park Shin-hye
- Park Shin-yang
- Park Si-eun (n. 1980)
- Park Si-eun (n. 2001)
- Park Si-hoo
- Park Si-yeon
- Park So-dam
- Park Sol-mi
- Park Soo-jin
- Park Sun-young
- Park Sung-woong
- Park Won-sang
- Park Won-sook
- Park Ye-jin
- Park Yeong-gyu
- Park Yong-ha
- Park Yong-woo
- Park Yoon-jae
- Park Yu-hwan
- Park Yuchun (JYJ)

## Q
- Qri (T-ARA)

## R
- Ra Mi-ran
- Rain
- Ryoo Seung-bum
- Ryu Dam
- Ryu Deok-hwan
- Ryu Hye-young
- Ryu Hyoyoung (F-ve Dolls)
- Ryu Hyun-kyung
- Ryu Hwa-young
- Ryu Jin
- Ryu Jun-yeol
- Ryu Si-won
- Ryu Seung-ryong
- Ryu Seung-soo
- Ryu Soo-young
- Ryu Tae-joon

## S
- Sehun (Exo)
- Seo Do-young
- Seo Eun-ah
- Seo Hyo-rim
- Seohyun (SNSD)
- Seo Hyun-jin
- Seo In-guk
- Seo In-seok
- Seo Ji-hee
- Seo Ji-hye
- Seo Ji-seok
- Seo Ji-young
- Seo Jun-young
- Seo Kang-joon
- Seo Min-jung
- Seo Seung-ah
- Seo Shin-ae
- Seo Woo
- Seo Ye-ji
- Seo Young
- Seo Young-hee
- Seo Young-joo
- Seungri (Big Bang)
- Seulgi (Red Velvet)
- Shim Changmin
- Shim Eun-ha
- Shim Eun-kyung
- Shim Hye-jin
- Shim Hyung-tak
- Shim Ji-ho
- Shim Yi-young
- Shin Ae
- Shin Ae-ra
- Shin Da-eun
- Shin Dong-woo
- Shin Dong-wook
- Shin Eun-jung
- Shin Eun-kyung
- Shin Goo
- Shin Ha-kyun
- Shin Hyun-bin
- Shin Hyun-joon
- Shin Jae-ha
- Shin Ji-soo
- Shin Jung-geun
- Shin Ki-joon
- Shin Min-a
- Shin Se-kyung
- Shin Seong-il
- Shin So-yul
- Shin Sung-rok
- Shin Won-ho (Cross Gene)
- Shin Young-kyun
- Shindong (Super Junior)
- Showry
- So Ji-sub
- So Yi-hyun
- So Yoo-jin
- Sol Kyung-gu
- Son Byong-ho
- Son Chang-min
- Son Dong-woon (Beast)
- Son Eun-seo
- Son Hyun-joo
- Son Jin-young
- Son Naeun (Apink)
- Son Seung-won
- Son Tae-young
- Son Ye-jin
- Son Yeo-eun
- Song Chang-eui
- Song Ha-yoon
- Song Hye-kyo
- Song Il-gook
- Song Jae-hee
- Song Jae-ho
- Song Jae-rim
- Song Ji-hyo
- Song Joong-ki
- Song Kang-ho
- Song Ok-sook
- Song Sae-byeok
- Song Seon-mi
- Song Seung-heon
- Song Won-geun
- Song Yun-ah
- Soo Ae
- Suh Jung
- Suho (Exo)
- Sunny (SNSD)
- Sung Dong-il
- Sung Hyun-ah
- Sung Hyuk
- Sung Ji-ru
- Sung Joon
- Sung Si-kyung
- Sung Yu-ri
- Sunwoo Jae-duk
- Sunwoo Eun-sook
- Sunwoo Sun

## T
- T.O.P (Big Bang)
- Taeyang (Big Bang)
- Tei
- Tiffany (Girls' Generation)
- Typhoon (TRAX)

## U
- U-Know Yunho (TVXQ)
- Uee (After School)
- Um Aing-ran
- Um Hyo-sup
- Um Ki-joon
- Uhm Hyun-kyung
- Uhm Ji-won
- Uhm Jung-hwa
- Uhm Tae-woong

## W
- Wang Bit-na
- Wang Ji-won
- Won Bin
- Won Ki-joon
- Won Mi-kyung
- Woo Hee-jin
- Woo Seung-yeon

## Y
- Yang Dong-geun
- Yang Geum-seok
- Yang Hee-kyung
- Yang Ik-june
- Yang Jin-sung
- Yang Jung-a
- Yang Mi-kyung
- Yang Yo-seob (Beast)
- Ye Ji-won
- Yeo Hyun-soo
- Yeo Jin-goo
- Yeo Woon-kay
- Yeon Joon-seok
- Yeon Jung-hoon
- Yesung (Super Junior)
- Yim Si-wan (ZE:A)
- Yong Jun-hyung (Beast)
- Yoo Ah-in
- Yoo Byung-jae
- Yoo Chae-yeong
- Yoo Da-in
- Yoo Dong-geun
- Yoo Eun-mi
- Yoo Gun
- Yoo Ha-na
- Yoo Hae-jung
- Yoo Ho-jeong
- Yoo In-na
- Yoo In-young
- Yoo Ji-tae
- Yoo Jae-suk
- Yoo Jun-sang
- Yoo Min-kyu
- Yoo Seung-ho
- Yoo Sun
- Yoo Yeon-mi
- Yoo Yeon-seok
- Yook Sungjae (BtoB)
- Yoon A-jung
- Yoon Bo-mi (Apink)
- Yoon Chan (n. 1996)
- Yoon Chan-young
- Yoon Da-hoon
- Yoon Da-gyeong
- Yoon Do-hyun
- Yoon Doo-joon (Beast)
- Yoon Eun-hye
- Yoon Hae-young
- Yoon Hee-seok
- Yoon Hyun-min
- Yoon Je-moon
- Yoon Ji-hye
- Yoon Ji-min
- Yoon Jin-seo
- Yoon Jeong-hee
- Yoon Jong-hoon
- Yoon Joo-hee
- Yoon Joo-sang
- Yoon Jung-hee (n. 1980)
- Yoon Kye-sang
- Yoon Kyun-sang
- Yoon Mi-ra
- Yoon Park
- Yoon Sang-hyun
- Yoon Se-ah
- Yoon Seo
- Yoon Seung-ah
- Yoon Shi-yoon
- Yoon So-yi
- Yoon Son-ha
- Yoon Tae-young
- Yoon Yoo-sun
- Yoon Young-ah
- Youn Yuh-jung
- Yu In-chon
- Yu Ji-in
- Yu Oh-seong
- Yum Jung-ah

- James Joseph Dresnok
- Pak Mi-hyang
- Song Hye-rim

## Vezi și
- Listă de regizori sud-coreeni